# Logan, North Dakota
Logan är en ort i Ward County i delstaten North Dakota, USA.